# البستور
البَسْتور هو تاكو مع لحم خنزير مشوي. طريقة شيّه تشبه طريقة تصنيع الشاورما التي جلبها المهاجرون اللبنانيون إلى المكسيك.